# Euryops laxus
Euryops laxus là một loài thực vật có hoa trong họ Cúc. Loài này được (Harv.) Burtt Davy mô tả khoa học đầu tiên năm 1935.